# Miranda Cosgrove
Miranda Taylor Cosgrove, ameriška televizijska, gledališka in filmska igralka, pevka ter tekstopiska, * 14. maj 1993, Los Angeles, Kalifornija, Združene države Amerike. Najbolj znana po vlogi iCarly, ki se je snemala leta 2006.

## Zgodnje življenje in začetki kariere
Miranda Taylor Cosgrove se je rodila 14. maja 1993 v Los Angelesu, Kalifornija, Združene države Amerike. Pri treh letih jo je odkril agent med petjem in plesanjem v restavraciji Taste of L.A. v Los Angelesu. Začela je kot fotomodel in kasneje je povedala, da je bila s tem zelo zadovoljna in da pravzaprav ni nikoli razmišljala o tem, da bi postala igralka. Njena prva televizijska vloga je bila vloga v neki reklami. Pri sedmih letih je spoznala, da ji je všeč tudi igranje, zato je začela hoditi na avdicije za razne gledališke in televizijske vloge.

## Kariera

### 2001–2006: Vzpon v slavo
Prva igralska vloga Mirande Crosgrove za reklamami je bila vloga petletne Lane Lang v televizijski seriji Smallville v letu 2001. Leta 2003 posname svoj prvi film ob Jacku Blacku in sicer film z naslovom Šola rocka. V filmu je igrala Summer Hathaway, disciplinirano deklico z velikimi ambicijami zase, ki pa ji novi učitelj v šoli (Jack Black), ki namerava iz njihovega razreda napraviti rock band, ni preveč všeč.
Med snemanjem Šole rocka v New Yorku se je Miranda Cosgrove prijavila na avdicijo za v televizijski seriji Drake & Josh, kjer je dobila vlogo Megan Parker. Snemala jo je do leta 2008. Televizijska serija je izšla 11. januarja 2004.
V letu 2004 se je Miranda Cosgrove pojavila še v televizijski seriji Sami doma, leta 2005 v televizijskem filmu Here Comes Peter Cottontail: The Movie in filmu Tvoji, moji, najini, leta 2006 pa v televizijskem filmu Divji žrebec in filmu Srečnih trinajst.

### 2007–danes:iCarlyin glasbena kariera
Miranda Cosgrove je posnela naslovno pesem za televizijsko serijo iCarly "Leave It All to Me". Predstavljena naj bi bila v televizijski seriji Drake & Josh, napisal pa jo je Michael Corcoran, eden izmed članov banda Draka Bella. V juniju 2008 je Columbia Records izdala pesmi iz serije iCarly ("Leave It All to Me", "Stay My Baby", "About You Now" in "Headphones On"), katere vse je zapela ona. Kritike so bile precej pozitivne.
Po izidu teh pesmi se je Miranda Cosgrove uvrstila med "The Female Pop Rookies of 2009" na MTV-jevi lestvici. Decembra 2008 izidejo božične pesmi "Christmas Wrapping" in "Merry Christmas, Drake & Josh". 3. februarja 2009 Miranda Cosgrove posname svoj prvi samostojni singl in sicer pesem z naslovom About You Now.
Od julija 2008 so načrti za njen prvi glasbeni album aktivni. V intervjuju za MTV news je povedala, da bo album narejen v stilu pop rocka, ter da bodo v njem tudi razne ljubezenske pesmi, še vedno pa bo tesno povezan s televizijsko serijo iCarly. Delala naj bi s producenti in besedilopisci, kot so The Matrix in Dr. Luke, oboje pa je opisala kot popolnoma novo in drugačno izkušnjo. Delala je tudi z Leah Haywood in Danielom Jamesom. Album je napovedala za drugo četrtino leta 2010.
Sicer je Miranda Cosgrove v letu 2007 igrala v televizijskih serijah Zoey 101, Unfabulous, Unfabulous in iCarly (kjer ima glavno vlogo, serijo pa snema še danes), leta 2008 v televizijski seriji The Naked Brothers Band, leta 2010 pa v filmu Despicable Me.

## Zasebno življenje
Miranda Cosgrove je za svoje najljubše glasbene ustvarjalce označila Paramore, Avril Lavigne in Gwen Stefani, za svoje vzornike iz igralske industrije pa Anne Hathaway, Shio LaBeouf, Orlanda Blooma, Roberta Pattinsona in Rachel McAdams.
Osnovno šolo je naredila v javni ustanovi, po končani osnovni šoli pa se je šolala doma.

## Filmografija
| Filmi | Filmi               | Filmi           | Filmi                      |
| Leto  | Film                | Vloga           | Opombe                     |
| ----- | ------------------- | --------------- | -------------------------- |
| 2003  | Šola rocka          | Summer Hathaway |                            |
| 2005  | Tvoji, moji, najini | Joni North      |                            |
| 2006  | Srečnih trinajst    | Karen Sussman   |                            |
| 2010  | Despicable Me       | Margo           | samo glas, tudi produkcija |

| Televizijski filmi | Televizijski filmi                     | Televizijski filmi | Televizijski filmi |
| Leto               | Naslov                                 | Vloga              | Opombe             |
| ------------------ | -------------------------------------- | ------------------ | ------------------ |
| 2005               | Here Comes Peter Cottontail: The Movie | Munch              | Classic Media      |
| 2006               | Divji žrebec                           | Hannah Mills       | Myraid Pictures    |

| Televizija | Televizija              | Televizija       | Televizija                                 |
| Leto       | Naslov                  | Vloga            | Opombe                                     |
| ---------- | ----------------------- | ---------------- | ------------------------------------------ |
| 2001       | Smallville              | Mlada Lana Lang  | "Pilot" (sezona 1, epizoda 1)              |
| 2004       | Sami doma               | Jessica          | "You Better You Bet" (sezona 5, epizoda 5) |
| 2004-2008  | Drake & Josh            | Megan Parker     | Glavna vloga                               |
| 2007       | Zoey 101                | Paige Howard     | "Paige at PCA" (sezona 3, epizoda 13)      |
| 2007       | Just Jordan             | Lindsey Chandler | "Piano Stressin" (sezona 1, epizoda 13)    |
| 2007       | Unfabulous              | Cosmina          | "The Talent Show" (sezona 3, epizoda 1)    |
| 2007-2012  | iCarly                  | Carly Shay       | Glavna vloga                               |
| 2008       | The Naked Brothers Band | Ona              | "Mystery Girl" (sezona 3, epizoda 1)       |

## Diskografija

### Albumi
- Miranda Cosgrove (2010)

### EPi
- About You Now (2009)[23]

### Soundtracki
- iCarly (2008)

### Singli
| 2007 | "Leave It All to Me" (z Drakeom Bellom) | 100 | 83 | iCarly                                |
| 2008 | "Stay My Baby"                          | —   | —  | iCarly                                |
| 2008 | "About You Now"                         | 47  | —  | iCarly                                |
| 2008 | "Christmas Wrapping"                    | —   | —  | brez albuma                           |
| 2009 | "Raining Sunshine"                      | —   | —  | Cloudy with a Chance of Meatballs OST |

## Nagrade in nominacije
| Year | Award                           | Category                                                                     | Nominated work      | Result     |
| ---- | ------------------------------- | ---------------------------------------------------------------------------- | ------------------- | ---------- |
| 2004 | Young Artist Award              | Best Young Ensemble in a Feature Film                                        | Šola rocka          | nominirana |
| 2004 | MTV Movie Awards                | Best On-Screen Team                                                          | Šola rocka          | nominirana |
| 2006 | Young Artist Award              | Best Performance in a Feature Film - Young Ensemble Cast                     | Tvoji, moji, najini | nominirana |
| 2007 | Young Artist Award              | Best Performance in a TV Series (Comedy or Drama) - Supporting Young Actress | Drake & Josh        | nominirana |
| 2008 | Young Artist Award              | Best Performance in a TV Series - Leading Young Actress                      | iCarly              | nominirana |
| 2009 | Nickelodeon Kids' Choice Awards | Favorite Television Actress                                                  | iCarly              | nominirana |
| 2009 | Young Artist Award              | Outstanding Young Performers in a TV Series                                  | iCarly              | nominirana |
| 2009 | Young Artist Award              | Best Performance in a TV Series (Comedy or Drama) - Leading Young Actress    | iCarly              | dobila     |
| 2009 | Teen Choice Awards              | Choice TV Actress: Comedy                                                    | iCarly              | nominirana |